# A Trick of the Tail (singolo)
A Trick of the Tail è una canzone del gruppo rock progressivo Genesis contenuta nell'album omonimo. Fu scritta dal tastierista della band Tony Banks e fu la prima canzone dei Genesis ad essere accompagnata da un video promozionale ed il primo singolo ad essere stato cantato da Phil Collins.

## Video musicale
Nel videoclip del brano, grazie all'aiuto degli effetti speciali, appare Collins camminare e danzare sul pianoforte e sulla chitarra di Steve Hackett. 

## Storia
La canzone fu pubblicata come singolo insieme ad Entangled nel lato b del disco ma fallì nella scalata alle classifiche. La maggior parte del brano fu scritto da Banks nel 1972 e fu originariamente creato per l'album Foxtrot. Il ritmo della canzone, come dichiarato dallo stesso Banks, è influenzato pesantemente da Getting Better dei Beatles .
Come la gran parte dell'album il testo della canzone è incentrato su uno specifico personaggio della copertina; la "Bestia" che lascia il suo regno ed entra nel mondo degli umani. Catturata e messa in una gabbia come un fenomeno da baraccone i due umani si rifiutano di credere che esista il regno da dove proviene. Così la Bestia si pente della sua decisione di aver lasciato casa, descrivendola come un paradiso ricoperto di oro. I suoi proprietari decidono così di liberarla al solo patto di essere guidati verso il suo mondo. Dopo aver viaggiato per lungo e largo i due riescono a vedere una "guglia d'oro" ma, svanita la Bestia nel nulla, sentono la sua voce cantare l'ultima strofa della canzone. Il titolo della canzone si riferisce probabilmente all'aspetto della Bestia descritta come un personaggio somigliante ad un diavolo a causa dei suoi zoccoli e la sua coda da cavallo, ed una parte superiore del corpo umanoide con corna da capra.

## Performance dal vivo
I Genesis non hanno mai suonato A Trick of the Tail dal vivo, mentre la tribute band inglese Genesis In The Cage l'ha suonata diverse volte ed è presente anche nel loro album del 2002 Two Sides Live.